# Liste der Länderspiele der Schweizer U23-Unihockeynationalmannschaft
Diese Liste enthält alle Spiele der Schweizer U23-Unihockeynationalmannschaft der Männer.

## Legende
Dieser Abschnitt dient als Legende für die nachfolgenden Tabellen. Alle Ergebnisse sind aus der Sicht der Schweizer Mannschaft angegeben.
- WM = Weltmeisterschaft
- EM = Europameisterschaft
- n. V. = nach Verlängerung
- i. E. = im Penaltyschiessen

## Liste
Sofern nicht in den Klammern erwähnt handelt es sich jeweils um ein Länderspiel gegen Nationalmannschaften aus der gleichen Altersklasse.
- A = Nationalmannschaft

| Nr. | Datum             | Ergebnis | Gegner       | Austragungsort     | Anlass             | Best Player      | Bemerkungen |
| --- | ----------------- | -------- | ------------ | ------------------ | ------------------ | ---------------- | --- |
| 1   | 6. September 2019 | 6:3      | Lettland (A) | Valmiera, Lettland | Freundschaftsspiel | Cedric Haldemann | Länderspiel gegen die A-Nationalmannschaft von Lettland Erstes Länderspiel Erstes Länderspiel unter Simon Linder Erster Sieg |
| 2   | 7. September 2019 | 2:9      | Finnland     | Valmiera, Lettland | Freundschaftsspiel | Florian Wenk     | Erste Niederlage |
| 3   | 8. September 2019 | 13:3     | Estland (A)  | Valmiera, Lettland | Freundschaftsspiel | Dominik Alder    | Länderspiel gegen die A-Nationalmannschaft von Estland                                                                       |

## Bilanz
(Stand: 1. Januar 2021)

### Anlässe
| Anlass             | Anzahl | Siege | Remis | Niederlagen | Torverhältnis (ohne Elfmeterschießen) |
| ------------------ | ------ | ----- | ----- | ----------- | ------------------------------------- |
| Freundschaftsspiel | 3      | 2     | 0     | 1           | 21:15                                 |
| Total              | 3      | 2     | 0     | 1           | 21:15                                 |